# Yae no sakura
 (novembre 2024).
La mise en forme du texte ne suit pas les recommandations de Wikipédia : il faut le « wikifier ».
Les points d'amélioration suivants sont les cas les plus fréquents. Le détail des points à revoir est peut-être précisé sur la page de discussion.
- Les titres sont pré-formatés par le logiciel. Ils ne sont ni en capitales, ni en gras.
- Le texte ne doit pas être écrit en capitales (les noms de famille non plus), ni en gras, ni en italique, ni en « petit »…
- Le gras n'est utilisé que pour surligner le titre de l'article dans l'introduction, une seule fois.
- L'italique est rarement utilisé : mots en langue étrangère, titres d'œuvres, noms de bateaux, etc.
- Les citations ne sont pas en italique mais en corps de texte normal. Elles sont entourées par des guillemets français : « et ».
- Les listes à puces sont à éviter, des paragraphes rédigés étant largement préférés. Les tableaux sont à réserver à la présentation de données structurées (résultats, etc.).
- Les appels de note de bas de page (petits chiffres en exposant, introduits par l'outil «  Source ») sont à placer entre la fin de phrase et le point final[comme ça].
- Les liens internes (vers d'autres articles de Wikipédia) sont à choisir avec parcimonie. Créez des liens vers des articles approfondissant le sujet. Les termes génériques sans rapport avec le sujet sont à éviter, ainsi que les répétitions de liens vers un même terme.
- Les liens externes sont à placer uniquement dans une section « Liens externes », à la fin de l'article. Ces liens sont à choisir avec parcimonie suivant les règles définies. Si un lien sert de source à l'article, son insertion dans le texte est à faire par les notes de bas de page.
- La présentation des références doit suivre les conventions bibliographiques. Il est recommandé d'utiliser les modèles {{Ouvrage}}, {{Chapitre}}, {{Article}}, {{Lien web}} et/ou {{Bibliographie}}. Le mode d'édition visuel peut mettre en forme automatiquement les références.
- Insérer une infobox (cadre d'informations à droite) n'est pas obligatoire pour parachever la mise en page.

Pour une aide détaillée, merci de consulter Aide:Wikification.
Si vous pensez que ces points ont été résolus, vous pouvez retirer ce bandeau et améliorer la mise en forme d'un autre article.
Yae no sakura (八重の桜) est une série télévisée japonaise diffusée en 2013. C'est le 52e taiga drama de la NHK. L'histoire est consacrée à Niijima Yae, combattante de la guerre du Boshin, incarnée par Haruka Ayase.

## Distribution
- Haruka Ayase : Niijima Yae
- Hidetoshi Nishijima
- Jun Fubuki
- Yutaka Matsushige
- Kyoko Hasegawa
- Hiroki Hasegawa
- Masahiro Toda
- Joe Odagiri
- Eiji Okuda
- Gō Ayano
- Izumi Inamori
- Toshiyuki Nishida
- Tetsuji Tamayama
- Ryo Katsuji
- Kumiko Akiyoshi
- Kiko Mizuhara
- Meisa Kuroki
- Shido Nakamura
- Shingo Yanagisawa
- Jun Murakami
- Hiroyuki Ikeuchi
- Morio Kazama
- Shihori Kanjiya
- Junko Miyashita
- Mikako Ichikawa
- Ayame Goriki
- Kotaro Koizumi
- Koji Kikkawa
- Takashi Sorimachi
- Katsuhisa Namase
- Shun Oguri
- Mitsuhiro Oikawa
- Masaya Kato
- Hiroaki Murakami
- Goro Ibuki
- Kyusaku Shimada
- Ikki Kosakai
- Eisuke Shinoi
- Hiroki Matsukata
- Mitsuki Tanimura
- Mayuko Kawakita : Umeko Tsuda  (épisodes 43 et 44)

## Source de la traduction
- (en) Cet article est partiellement ou en totalité issu de l’article de Wikipédia en anglais intitulé « Yae no Sakura » (voir la liste des auteurs).